# Foglalkozás (munkakör)

Irodai munkát végző foglalkoztatottak, értékesítő munkakörben a Gulf Worldwide Sales cégnél

A foglalkozás megélhetést nyújtó rendszeres tevékenység, munka. A munkakörök meghatározott csoportjai – hasonló szakképzettség, erőfeszítés, felelősség – alkotják a foglalkozásokat. Az önmagában vett munkatevékenység „foglalkozást” jelent, az ettől eltérő és megkülönböztetett etikai elvek alapján szabályozott, másik ember szolgálatára irányuló és bizonyos esetekben minden más szempontot háttérbe szorító tevékenység, a hivatás (orvos, bíró, katona, rendőr, pedagógus, ápoló, tűzoltó, pap stb.).

## Foglalkozások Egységes Osztályozási Rendszere (FEOR)
A FEOR a foglalkozásokat egy négyszámjegyű decimális rendszerbe sorolja be. A négyszámjegyű decimális rendszeren belül az első számhely a foglalkozási főcsoportot, a második a foglalkozási csoportot, a harmadik a foglalkozási alcsoportot, a negyedik pedig magát a foglalkozást jelenti. 
A ˇ „kézi kovács”  besorolása például a következőképpen történik:
- főcsoport (1. számjegy) 7    Ipari és építőipari foglalkozások
- csoport (1–2. számjegy) 73   Fém- és villamosipari foglalkozások
- alcsoport (1–3. számjegy) 732 Fémmegmunkálók
- foglalkozás (1–4. számjegy) 7326 Kovács
Az „általános orvos” besorolása is egyszerű:
- főcsoport (1. számjegy)  2 FELSŐFOKÚ KÉPZETTSÉG ÖNÁLLÓ ALKALMAZÁSÁT IGÉNYLŐ FOGLALKOZÁSOK
- csoport (1–2. számjegy) 22 Egészségügyi foglalkozások (felsőfokú képzettséghez kapcsolódó)
- alcsoport (1–3. számjegy) 221 Orvosi, gyógyszerészi foglalkozások
- foglalkozás (1–4. számjegy)  2211 Általános orvos

## Hivatás vagy foglalkozás?
Az önmagában vett munkatevékenység foglalkozást jelent, a másik ember szolgálatára irányuló és minden más szempontot háttérbe szorító tevékenység hivatás, szabadfoglalkozás. Természetesen az emberi tevékenység e két formájának éles szétválasztása nem lehetséges. Mégis beszélünk orvosi, ügyvédi vagy pedagógusi hivatásról és hivatalnoki, építő vagy vasmunkás foglalkozásról. A művészek is ezt a szerepet töltik be a társadalomban. A hivatásért, annak kockázatáért elsősorban nem fizetés vagy más pénzbeli ellenszolgáltatás, hanem „tisztelet” jár. A hivatástudat kibontakozásához szükség van arra hogy a holnap bizonytalanságán felül tudjunk emelkedni, legalábbis szándékunkban és beállítottságunkban. Ezt úgy fejezzük ki, hogy a hivatás lényege nem a saját létbiztonság megteremtésében, hanem mások szolgálatában, mások javának védelmében vagy biztosításában valósul meg.
Régebben a „szabadfoglalkozás” mivolta abban rejlett, hogy az nem járt megszabott ellenszolgáltatással. Az ügyvéd, a tanár vagy az orvos anyagi szempontoktól függetlenül képviselhette kliense vagy tanítványa érdekeit, megélhetése – legalábbis elvben – nem függött munkájától. A „tiszteletdíj” kifejezés erre a tényre utal eredeti értelmében. Az nem a munka vagy az elért eredmény ellenszolgáltatását jelentette, hanem a személyes kapcsolatból fakadó kölcsönös lekötelezettségnek a kifejezését. A szó eredeti értelmében szabadfoglalkozást ma már nem lehet találni. A tanárok szakszervezetekbe tömörülnek, elsősorban azért hogy saját és nem diákjaik érdekeit védjék a munkaadóval szemben. Az orvosok és ügyvédek is hasonló módon igyekszenek jövedelmük és társadalmi helyzetük biztosítására. A kliens szolgálata, érdekeinek vagy igényeinek védelme legjobb esetben is csak második helyre szorul. Ezzel természetesen ezeknek a foglalkozásoknak a „hivatás” jellege is elhomályosodik. A „hálapénz” kifejezés elfogadása is ezt a változást tükrözi. A hivatástudattal mindenekelőtt együtt jár – legalábbis a hagyományos felfogás szerint – az a meggyőződés, hogy ebből a tudatból fakadnak az adott szolgálatot irányító etikai szabályok. Más szóval, a hivatás autonóm, önmagát szabályozó, öntörvényű tevékenység. Régen még a céhek (a mesterségeket tömörítő szervezetek) is képesek voltak arra, hogy tagjaik számára méltóságukhoz illő magatartást és szolgálatuk megbízhatóságát biztosító kötelező szabályokat állítsanak föl tagjaik számára. Manapság ez nem kis problémát jelent még az orvosi vagy mérnöki kamarák, a jogász testületek vagy pedagógus szakszervezetek számára is.
Az alapelvek már megtalálhatók a hippokrateszi esküben is, de valójában alkalmazhatók az emberi szolgálat minden területére: Ha nem segíthet, legalább a kár okozását igyekszik elkerülni. A rendelkezésére álló eszközöket, tudását és tapasztalatát igazságosan megosztja mindenkivel, aki segítségét igényli, személyválogatás és anyagi szempontok figyelembevétele nélkül. Végül felismeri a segítségre szoruló embertársában az emberi méltóságában egyenlő társat. Tiszteletben tartja tehát a segítséget kérő személy autonómiáját és a róla szerzett ismereteit bizalmasnak tekinti. Azokat csak a szolgálat céljaira használja fel.

## Rokon jelentések
Szakma, hivatás, állás, mesterség, pálya.